# گرن توریسمو (بازی ویدئویی ۱۹۹۷)
گرن توریسمو
(به انگلیسی: Gran Turismo) یک بازی ویدئویی و شبیه‌سازی مسابقه است که در سال ۱۹۹۷ توسط استودیو ژاپن و پولیس انترتینمنت (که بعداً پولی‌فونی دیجیتال برای نسخه‌ها و دنباله‌های آمریکای شمالی نام گرفت) ساخته شد و توسط سونی کامپیوتر انترتینمنت برای پلی‌استیشن منتشر شد. این بازی توسط کازونوری یامائوچی کارگردانی و توسط شوهی یوشیدا تهیه شده است. این اولین بازی در مجموعه گرن توریسمو است.
پس از گذشت پنج سال از زمان توسعه، گرن توریسمو هم از نظر تجاری و هم از نظر انتقادی مورد استقبال قرار گرفت و در مجموع ۱۰٫۸۵ میلیون نسخه در سراسر جهان فروخته شد. به خاطر استقبال بالای این بازی به پرفروش‌ترین بازی پلی‌استیشن تبدیل شد، و میانگین امتیاز ۹۵ درصد را در مجموع از گیم‌رنکینگز به‌دست‌آورد و آن را به بالاترین امتیاز بازی‌های مسابقه در جهان تبدیل کرد. زمان بسته شدن سایت در سال ۲۰۱۹ بود. بسیاری از نشریات آن را یکی از برترین بازی‌های ویدئویی تمام دوران می‌دانند. این بازی یک مجموعه را شروع کرده است و بیش از ۱۰ اسپین آف و دنباله‌های آن تولید شده است.

## روند بازی

نماگرفت از روند بازی، با میتسوبیشی اف‌تی‌او جی‌پی‌ایکس در پیست کوه تریال (Trial Mountain)

گرن توریسمو یک بازی رانندگی است. بازیکن باید با خودرویی مسابقه دهد تا با رانندگان هوش مصنوعی در پیست مسابقه رقابت کند. بازی از دو حالت مختلف استفاده می‌کند: حالت آرکید و حالت شبیه‌سازی (حالت گرن توریسمو (شبیه‌سازی) در نسخه‌های پال و ژاپنی). در حالت آرکید، بازیکن می‌تواند آزادانه پیست و خودروی مورد نظر خود را انتخاب کند. برنده شدن در مسابقات؛ خودروها و پیست‌های اضافه را باز می‌کند.
با این حال، حالت شبیه‌سازی به بازیکن نیاز دارد که سطوح مختلف گواهی‌نامه رانندگی را برای شرکت در رویدادها کسب کند و با برنده شدن در مسابقات قهرمانی اعتبار (پول)، جوایز و اتومبیل‌های جایزه‌ای به دست آورید. برنده شدن در یک قهرمانی خاص همچنین یک ویدئو و چند آهنگ نمایشی اضافی را باز می‌کند. اعتبار می‌تواند برای خرید وسایل نقلیه اضافی و برای قطعات و اسپرت کردن خودرو استفاده شود.
گرن توریسمو دارای ۱۴۰ خودرو و ۱۱ پیست مسابقه (همچنین نسخه‌های معکوس آنها) است. دو خودروی هوندا ان‌اس‌ایکس از سال ۱۹۹۲ در نسخه ژاپنی قرار گرفتند، اما از نسخه‌های آمریکای شمالی و اروپایی حذف شدند. همچنین یک شورولت کوروت ۱۹۶۷ و یک مزدا رودستر ۱۹۹۸ انحصاری برای حالت آرکید می‌باشد.

## توسعه
ساخت بازی پنج سال طول کشید و بودجه ساخت آن پنج میلیون دلار بود. پرسنل توسعه تا حد زیادی همان تیمی بودند که بازی‌های مسابقه‌های قدیمی پلی‌استیشن موتور تون گرند پریکس و موتور تون گرند پریکس ۲ را ساخته بودند و بخش‌هایی از گرن توریسمو از موتور بازی، موتور تون مانند مدل فیزیک استفاده کردند. کازونوری یامائوچی گفت که توسعه گرن توریسمو در نیمه دوم سال ۱۹۹۲ آغاز شد. یامائوچی افزود که در زمان‌های مختلف تنها هفت تا پانزده نفر به او کمک می‌کردند. از آنجایی که موتور تون جایزه بزرگ ۲ هنوز در حال توسعه بود که کار بر روی گرن توریسمو شروع شد، چندین نفر تنها پس از اتمام موتور تون جایزه بزرگ ۲ به تیم توسعه پیوستند که آن‌ها را آزاد کرد تا روی گرن توریسمو کار کنند. شوهی یوشیدا در زمان ریاست استودیو ژاپن، تهیه‌کننده بازی بود.
وقتی از یامائوچی پرسیده شد که ساخت گرن توریسمو چقدر سخت بود، گفت: «پنج سال طول کشید و در آن پنج سال، ما نمی‌توانستیم پایان را ببینیم. من سر کار بیدار می‌شدم، در محل کار می‌خوابیدم و وقتی هوا سرد می‌شد، بنابراین می‌دانستم که باید زمستان باشد. تخمین می‌زنم که فقط چهار روز سال در خانه هستم.» در حالی که تیم تا حدی از کتابخانه‌های استاندارد پلی‌استیشن استفاده می‌کردند، برای اجرای بازی با سرعت مطلوب مجبور بودند از کد اسمبلی استفاده کنند و حتی در آن زمان، متوجه شدند که محدودیت‌های سی‌پی‌یو پلی‌استیشن به آنها اجازه نمی‌دهد به هدف اولیه خود یعنی داشتن ۱۲ عدد برسند. طراحی صدای خودروها در هر مسابقه یکی از جنبه‌هایی بود که یامائوچی معتقد بود به دلیل کمبود زمان به خطر افتاده است. اگر چه کازونوری هوش مصنوعی بازی را برتر از رقبای خود می‌دانست، اما از توسعه آن ناراضی بود.
گرن توریسمو اولین بازی طراحی شده برای پشتیبانی کامل از کنترلر دوال‌شاک پلی‌استیشن بود.
زمانی که گرن توریسمو در ژاپن منتشر شد، پولیس انترتینمنت هنوز یک گروه توسعه دهنده در استودیوی ژاپنی سونی کامپیوتر انترتینمنت بود. این استودیو در آوریل ۱۹۹۸، قبل از انتشار بازی وسترن، با نام پولی‌فونی دیجیتال دوباره تأسیس شد. یامائوچی تخمین زد که گرن توریسمو از حدود ۷۵٪ درصد حداکثر عملکرد پلی‌استیشن استفاده کرده است.

## بازتاب‌ها

### عملکرد تجاری
گرن توریسمو یک موفقیت تجاری بود. در می ۱۹۹۸، سونی به گرن توریسمو جایزه دوبل پلاتینیوم را برای فروش بیش از ۲ میلیون نسخه تنها در ژاپن اعطا کرد. در اولین ماه حضور خود در بازار ژاپن، بیش از یک میلیون نسخه فروخت که آن را به پرفروش‌ترین بازی ویدئویی فصل خرید تعطیلات ۱۹۹۷ در ژاپن تبدیل کرد. طبق گزارش هفتگی فامیتسو، این بازی در نیمه اول سال ۱۹۹۸، ۱٫۳۴ میلیون نسخه دیگر فروخت که باعث شد دومین بازی پرفروش ژاپن در آن دوره باشد. این بازی همچنین در استرالیا پر فروش بود و در ۲ ماه اول بیش از صد هزار نسخه فروخت و تا اکتبر ۱۹۹۸ بیش از ۱۳۰ هزار نسخه فروش داشت. در آمریکا، این بازی با فروش ۱٫۴۳۱٫۴۸۳ نسخه و ۵۸,۵۶۸,۵۲۰ دلار آمریکا (۱۰۵٬۱۵۵٬۴۸۵ دلار در ۲۰۲۵) پرفروش‌ترین بازی پلی‌استیشن در سال ۱۹۹۸ بود. این بازی دوباره پرفروش‌ترین بازی پلی‌استیشن در سال ۱۹۹۹ در آمریکا بود، تا جایی که ۱٫۳ میلیون نسخه فروخت و حدود ۳۵,۰۰۰,۰۰۰ دلار آمریکا (۶۱٬۰۰۰٬۰۰۰ دلار در ۲۰۲۵) در آن سال فروخت، که مجموعاً ۲٬۷۳۱٬۴۸۳ نسخه فروش رسید و به ۶۲۰۰۰۰۰۰ دلار آمریکا (۱۱۱٬۰۰۰٬۰۰۰ دلار در ۲۰۲۵) فروش در آمریکا تا سال ۱۹۹۹ تبدیل شد.
در اوت ۱۹۹۸ جایزه «طلا» را از انجمن نرم‌افزارهای سرگرمی آلمان (VUD) برای فروش حداقل صد هزار نسخه در سراسر آلمان، اتریش و سوئیس دریافت کرد. از ژانویه تا سپتامبر ۱۹۹۸، ۲۷۰ هزار نسخه در بازار آلمان فروخته شد که آن را به پرفروش‌ترین بازی کنسولی منطقه در آن دوره در تمام سیستم‌ها تبدیل کرد. ‏انجمن نرم‌افزارهای سرگرمی آلمان آن را به وضعیت «پلاتینیوم» رساند که نشان دهنده فروش ۲۰۰ هزار تا نوامبر است. در جشنواره ملیا در سال ۱۹۹۹ در کن، جایزه «پلاتینیوم» را برای درآمد بالای ۶۶ میلیون یورو یا ۷۸٫۰۰۰٫۰۰۰ دلار آمریکا در اتحادیه اروپا در سال ۱۹۹۸ به خانه برد. این باعث شد که این بازی به دومین بازی پرفروش اروپا تبدیل شود. از نظر فروش توانست نزدیک به بازی مهاجم مقبره ۳ باشد. این بازی با ۷۸,۰۰۰,۰۰۰ دلار آمریکا (۱۴۰٬۰۰۰٬۰۰۰ دلار در ۲۰۲۵) دومین بازی پردرآمد اروپا در سال ۱۹۹۹ بود که در آن سال، به بیش از ۱۷۵۶۵۸۰۰۰ دلار آمریکا (۳۱۵٬۰۰۰٬۰۰۰ دلار در ۲۰۲۵) تا سال ۱۹۹۹ در اروپا به فروش رسید و بیش از ۲۳۸۰۰۰۰۰۰ دلار آمریکا (۴۲۷٬۰۰۰٬۰۰۰ دلار در ۲۰۲۵) در سراسر اروپا و آمریکا تا سال ۱۹۹۹ به فروش رسید.
تا مارس ۱۹۹۹، گرن توریسمو بیش از ۶ میلیون نسخه در سراسر جهان فروخته بود که ۲ میلیون نسخه آن فقط در آمریکا فروخته شده بود. تا فوریه ۲۰۰۰، ۷ میلیون نسخه در سرتاسر جهان فروخته شد، که به خاطر این موفقیت منجر به دریافت رکوردهای جهانی گینس برای پرفروش‌ترین بازی شبیه‌ساز رانندگی شد. تا دسامبر سال ۲۰۰۰، بیش از ۱۰ میلیون نسخه در سراسر جهان فروخته شد، از جمله ۳٫۷ میلیون نسخه فقط در آمریکا به فروش رسید. تا آوریل ۲۰۰۸، بازی ۲٫۵۵ میلیون نسخه در ژاپن، ده هزار نسخه در آسیای جنوب شرقی، ۴٫۳ میلیون نسخه در اروپا و ۳٫۹۹ میلیون نسخه در آمریکای شمالی به فروش رسیده است که در مجموع ۱۰٫۸۵ میلیون نسخه است. این بازی همچنین در فهرست پرفروش‌ترین بازی‌های ویدئویی پلی‌استیشن و پنجمین بازی پرفروش در مجموعه گرن توریسمو است؛ به ترتیب پس از گرن توریسمو ۴، گرن توریسمو ۵، گرن توریسمو اسپورت و گرن توریسمو ۳ ای-اسپک است.
در استرالیا، این بازی در دو ماه اول بیش از ۱۱۰ هزار نسخه فروخت.

### انتقادات
| گردآورنده | امتیاز |
| --------- | ------ |
| متاکریتیک | ۹۶/۱۰۰ |

| ناشر                    | امتیاز  |
| ----------------------- | ------- |
| آل‌گیم                   | [ ۳۸ ]  |
| سی‌وی‌جی                  | ۹/۱۰    |
| اج                      | ۱۰/۱۰   |
| الکترونیک گیمینگ مانثلی | ۹٫۲۵/۱۰ |
| گیم رولیشن              | A       |
| گیم‌اسپات                | ۸٫۶/۱۰  |
| هایپر                   | ۹۲٪     |
| آی‌جی‌ان                  | ۹٫۵/۱۰  |
| نکست جنریشن             | [ ۴۶ ]  |
| اوپی‌ام (بریتانیا)       | ۱۰/۱۰   |
| اوپی‌ام (ایالات متحده)   | [ ۴۸ ]  |
| انترتینمنت ویکلی        | A−      |

| ناشر                           | جایزه                    |
| ------------------------------ | ------------------------ |
| جوایز اسپات‌لایت (۱۹۹۹)         | بهترین شبیه‌ساز           |
| مجله رسمی پلی‌استیشن – بریتانیا | عالی ۱۰                  |
| فرهنگستان هنر و علوم تعاملی    | بازی مسابقه‌ای کنسولی سال |
| موبی‌گیمز                       | بازی سال                 |

گرن توریسمو مورد تحسین گسترده‌ای قرار گرفت و به دلیل گرافیک، فیزیک پیچیده و باورپذیر، کنترل‌های دقیق و تعداد ماشین‌هایش مورد تحسین قرار گرفت. گیم‌پرو اظهار داشت که «خودروهای بیشتری نسبت به یک پارکینگ مرکز خرید دارد.» توسط متاکریتیک جمع‌آوری کننده مرور، به عنوان «تحسین جهانی» طبقه‌بندی شد.
تعدادی از منتقدان حالت پخش مجدد را ستایش کردند و استفاده از چندین نمایش دوربین را تحسین کردند و کیفیت را به ویدئوی زنده تشبیه کردند. توانایی ارتقاء و سفارشی سازی خودروها به روش‌های مختلف نیز مورد تشویق گسترده‌ای قرار گرفت، با برخی از اشاره‌ها این به بازیکن اجازه می‌دهد ماشینی بسازد که متناسب با سبک بازی خاص خود باشد و ضعف‌های خود را جبران کند. دین هاگر از الکترونیک گیمینگ مانثلی (EGM) و وینس برودی از گیم‌اسپات هر دو به‌طور خاص به ترکیب موفقیت‌آمیز بودن گرن توریسمو از سبک آرکید و شبیه‌ساز مسابقه اشاره کردند و برودی اظهار داشت: «برخی بازیکنان از هیجان خام و کنترل نامحدود یک مسابقه اکشن گرا لذت می‌برند. در حالی که دیگران به فیزیک واقع گرایانه و ویژگی‌های سفارشی سازی سنگین یک بازی به سبک شبیه‌ساز می‌پردازند. به گونه‌ای ظریف که نتیجه آن چیزی کاملاً جدید است.»
مجله نکست جنریشین بیان کرد: «همان‌طور که در نسخه ژاپنی وجود دارد، همه چیز در مورد گرن توریسمو یک عمل کلاسی است و سطح بازی‌های مسابقه‌ای را تقریباً در هر سطح ممکن بالا می‌برد. بالاترین حد ممکن ما.» جان ریکاردی و کریگ کوجاوا از الکترونیک گیمینگ مانثلی در بررسی نسخه آمریکایی انتقاد کردند که به جای استفاده از نسخه‌های آمریکایی، نام‌ها و شباهت‌های ژاپنی بسیاری از خودروها را حفظ کرده است، اما به همان اندازه از بازی به عنوان یک کل مشتاق بودند و نوشتند: این نقل قول عادت کنید؛ چون شما آن را زیاد خواهید شنید: «گرن توریسمو بهترین بازی مسابقه تمام دوران است.» هگر و گیم‌پرو کمتر به این ادعا اطمینان داشتند و معتقد بودند که گرن توریسمو در حال حاضر با جنون سرعت ۳ حداقل یک رقیب با دوام است. آی‌جی‌ان آن را بهترین بازی مسابقه تا به امروز توصیف کرد و به ویژه نحوه فیزیک بازی باعث می‌شود ماشین‌ها به محیط و رانندگی به شیوه‌ای واقع بینانه واکنش نشان می‌دهند، تمجید کرد.
انتقاد قابل توجهی که علیه گرن توریسمو مطرح شد این بود که روند صدور مجوز گواهینامه رانندگی بیش از حد طولانی و دشوار است. برودی به ویژه انتقاد کرد که قبولی در آزمون صدور گواهینامه می‌تواند دشوارتر از برنده شدن در مسابقه‌ای باشد که آن مجوز باز می‌کند.
گرن توریسمو برنده «بازی مسابقه‌ای کنسولی سال» در دومین جوایز دستاوردهای تعاملی سالانه (که اکنون به عنوان جوایز دی.آی.سی.ای. شناخته می‌شود)، برنده «بهترین شبیه‌سازی» سال ۱۹۹۹ در جوایز اسپات‌لایت، برنده «بهترین بازی رانندگی» و «بهترین گرافیک» شد. در سال ۱۹۹۹ از نظر کارکنان مجله رسمی پلی استیشن، و در همان شماره به عنوان ششمین بازی برتر تمام دوران توسط خوانندگان مجله انتخاب شد. در سال ۱۹۹۹ در دورهٔ جوایز طلای ملیا در کن، گرن توریسمو در رده «بازی مسابقه» برنده شد. در سال ۲۰۰۰، خوانندگان کامپیوتر اند ویدئو گیمز آن را به عنوان هشتمین بازی برتر تمام دوران انتخاب کردند. گیم اینفورمر آن را در رده بیست و یکمین بهترین بازی ویدئویی ساخته شده در سال ۲۰۰۱ قرار داد. کارکنان احساس کردند که ژانر مسابقه‌ای به عنوان «پکیج [یک] کامل» مانند گرن توریسمو ارائه نشده است. در سال ۲۰۱۷، گرن توریسمو بهترین بازی رانندگی تاریخ توسط تخت گاز اعلام شد.
در سال ۱۹۹۹، مجله نکست جنریشین گرن توریسمو را به عنوان پانزدهمین بازی برتر در «۵۰ بازی برتر تمام دوران» خود قرار داد و اظهار داشت: «گرن توریسمو دارای خودروهایی است که بهتر از هر بازی مسابقه دیگری ساخته شده است.» در سال ۲۰۰۶، گرن توریسمو در لیست بهترین بازی‌های تاریخ گیم‌اسپات قرار گرفت. در سال ۲۰۱۵، آی‌جی‌ان گرن توریسمو را به عنوان دومین بازی پرنفوذترین بازی مسابقه تمام دوران (بعد از پول پوزیشن) معرفی کرد و آن را «پدربزرگ تمام بازی‌های شبیه‌ساز مسابقه کنسول‌های مدرن» نامید.